# Воинское кладбище № 385 (Подгуже)
Воинское кладбище № 385 (пол. Cmentarz wojenny nr 385) — воинское кладбище, которое располагалось в краковском районе Подгуже, Малопольское воеводство, Польша. Некрополь входил в группу Западногалицийских воинских захоронений времён Первой мировой войны. На кладбище были похоронены военнослужащие Австро-венгерской армии, погибшие в мае 1915 года во время Первой мировой войны.

## История
Кладбище было основано в рамках указа Имперского военного министерства от 3 декабря 1915 года в отношении солдат погибших или умерших от ран или болезней в период войны. В рамках этого указа Департамент воинских захоронений К. и К. военной комендатуры в Кракове создал в 1915 году кладбище, на которо находилось 19 отдельных могил австрийских солдат иудейского вероисповедания. Предполагается, что автором проекта кладбища был австрийский архитектор Ганс Майр.
Некрополь занимал отдельный квартал на старом еврейском кладбище. С 1942 году воинское кладбище находилось на территории концентрационного лагеря Плашов и было полностью разрушено немцами, которые использовали надмогильные плиты для мощения дорог и укрепления фундаментов лагерных бараков.